# Хуан Мануель Фрутос Флейтас
Хуан Мануель Фрутос Флейтас (ісп. Juan Manuel Frutos Fleitas 1922–2013) — парагвайський ультраправий політик, видатний діяч партії Колорадо, ідеолог строністського режиму, близький соратник Альфредо Стресснера. Керівник Інституту сільськогосподарського добробуту, організатор строністської аграрної реформи. Голова парагвайського відділення Всесвітньої антикомуністичної ліги.

## Походження, партія, війна
Народився в родині юриста і правого політика Хуана Мануеля Фрутоса-старшого, в 1948 — виконуючого обов'язки президента Парагваю. Дитинство і юність провів серед в селі Йбітімі, департамент Параґуарі. Здобув освіту сільськогосподарського менеджера.
З ранньої молодості Хуан Мануель Фрутос брав участь разом із батьком в партії Колорадо.
Під час громадянської війни в Парагваї (1947) приєднався до ультраправої парамілітарні організації Guión Rojo.
Після війни Фрутос-молодший посів місце в керівництві партії Колорадо. Ідеологічно він був близький до Третього шляху: традиційний католицький світогляд, крайній націоналізм, непримиренний антикомунізм поєднувалися у нього з республіканськими поглядами і соціальним популізмом. Зокрема, він був прихильником опори правих сил на сільські маси і виступав за аграрну реформу з наділенням селян землею.

## Організатор аграрного перерозподілу
У 1954 до влади в Парагваї прийшов генерал Альфредо Стресснер. Було встановлено диктаторський режим стронізму. Хуан Мануель Фрутос з ентузіазмом підтримав нову владу. Стресснер запросив його у свою адміністрацію курувати аграрно-селянську політику .
Фрутос був призначений головою спеціального урядового органу — Національної ради соціального прогресу (Consejo Nacional de progreso social, CNPS).
У 1963 ним заснований Інститут сільськогосподарського добробуту (Instituto de Bienestar Rural, IBR) — урядове аграрне агентство. IBR був наділений повноваженнями перерозподілу земельної власності.
Стрижнем аграрної політики Фрутоса була програма «колонізації» — інтенсивного створення нових селянських господарств. Земельні ділянки продавалися за символічну ціну (іноді в кілька доларів) або передавалися новим власникам в примусовому порядку. Заохочувалася кооперація нових власників, створення великих агрокомпаній. На базі таких об'єднань виникло близько ста нових поселень, деякі з них розрослися в міста . При цьому навіть прихильники Фрутоса визнавали, що проведена ним реформа супроводжувалася численними зловживаннями кримінального характеру. Однак результатом стало створення близько 200 тисяч нових сільськогосподарських суб'єктів .
Противники Фрутоса стверджували, що його аграрна реформа мала виражений політичний ухил. Землею наділялися насамперед прихильники Стресснера і його режиму — активісти Колорадо, військові і поліцейські, члени строністських організацій і кримінальних спільнот, провладно налаштовані селяни.
У березні 2012, при лівому президенті Фернандо Луго, група правозахисників навіть звернулася в Генпрокуратуру з пропозицією розслідувати діяльність Фрутоса під час перебування на чолі IBR. Однак звернення не мало наслідків, так як у червні в Парагваї відбулася зміна влади.

## Ідеолог антикомуністичного популізму
Хуан Мануель Фрутос володів при Стресснері серйозним політичним впливом.
Він був лідером праворадикальної фракції традиціоналістів у правлячій партії Колорадо, виступав як головний ідеолог строністського режиму і організатор його масової бази. В аналітичній доповіді ЦРУ Фрутос згадувався як можливий наступник Стресснера.
Характерно, що Фрутос очолював парагвайське відділення Всесвітньої антикомуністичної ліги, головував на XII конференції ВАКЛ в Асунсьйоні (квітень 1979). У своїй промові на Асунсьонській конференції Фрутос закликав до жорсткого силового протистояння з комунізмом. У той же час, він засуджував комуністичну ідеологію і політику не тільки за «антихристиянську» спрямованість, але і за соціальну несправедливість, ієрархічне панування номенклатури над масами. Фрутос закликав не тільки захищати традиційні цінності і християнське розуміння свободи, а й стверджувати соціальну рівність і справедливість на противагу комунізму. Він наполягав також на економічній рівноправності «вільних націй», відмову від егоїстичного протекціонізму, сприяння країнам, що розвиваються — аби «соціальні проблеми не носили вибухового характеру» .

## Після Стресснера
У лютому 1989 літній Альфредо Стресснер був відсторонений від влади. Новий уряд Андреса Родріґеса направив Хуана Мануеля Фрутоса послом в Іспанію. Повернувшись до Парагваю, він продовжував активну діяльність в партії Колорадо.
Зберігаючи високий партійний авторитет, Фрутос залишався ідейним лідером праворадикального строністського крила. До кінця життя Хуан Мануель Фрутос був авторитетним радником голови партії Колорадо, сенатора Ліліан Сіманєго . Займався також консультуванням підприємців.
Під впливом об'єктивних суспільних змін в позиціях Хуана Мануеля Фрутоса сталася певна еволюція. Коментатори відзначали, що «фанатичний послідовник Стресснера перетворився в друга лібералів». Але в своїй основі світогляд Фрутоса залишилося колишнім.
Хуан Мануель Фрутос мав велику родину. Носив прізвисько Papacito — Татусь — що перетворилося в стійкий псевдонім.
Помер Хуан Мануель Фрутос 24 березня 2013 у віці 90 років. Серед інших скорботу з цього приводу висловив Орасіо Картес, що три місяці по тому став президентом Парагваю.